# Дембник (Малопольское воеводство)

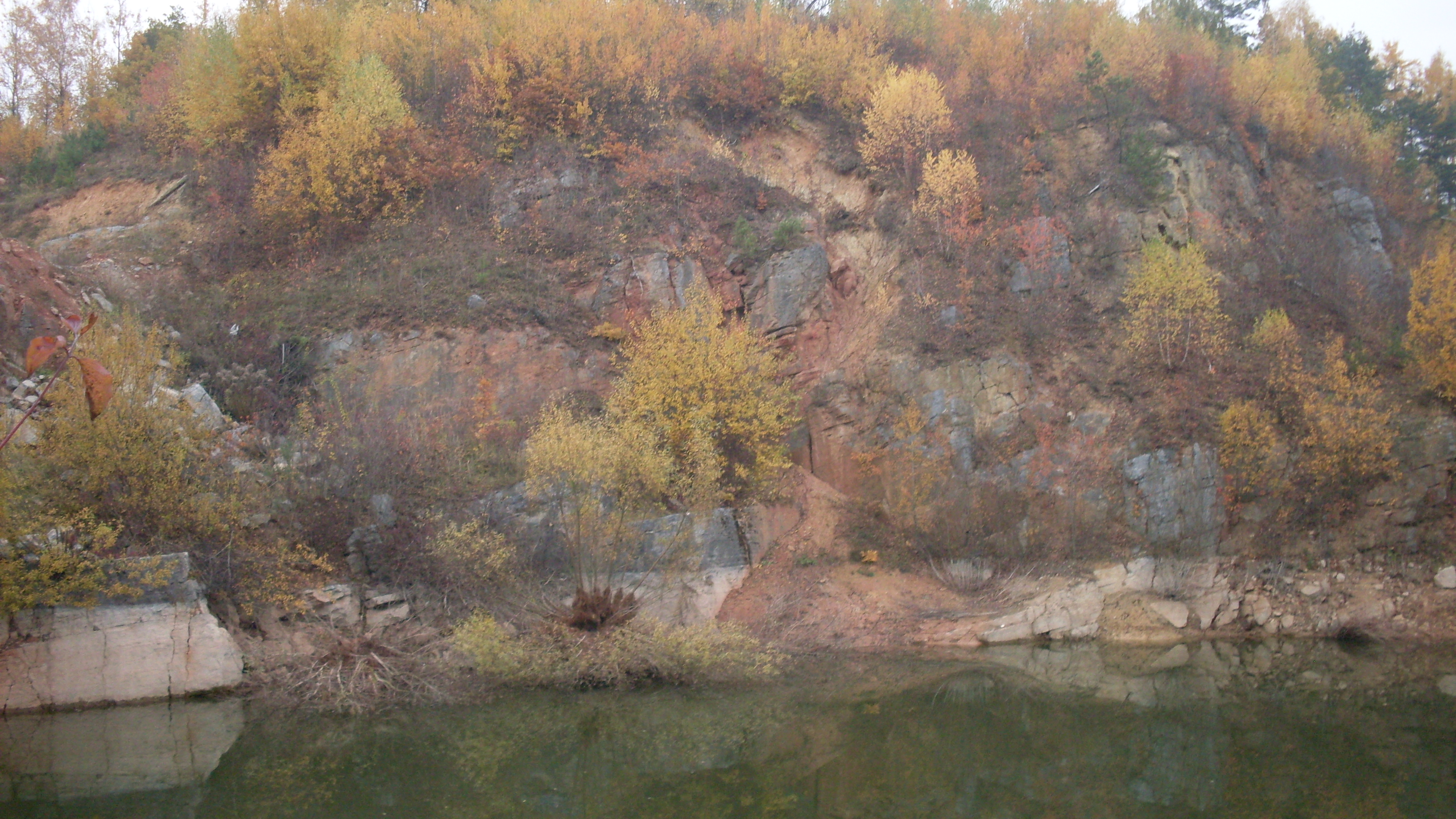
Каменоломня

Де́мбник (пол. Dębnik) — село в Польше в сельской гмине Кшешовице Краковского повета Малопольского воеводства.

## География
Село располагается в 5 км от административного центра гмины города Кшешовице и в 19 км от административного центра воеводства города Краков. Около села находится ландшафтный парк «Долинки-Краковске», монастырь босых кармелитов, долины Школярки и Рацлавки, которые являются туристическими объектами. Возле села находится так называемая Мраморная возвышенность. В окрестностях села находятся каменоломни чёрного дембицкого мрамора, который добывался в средние века и был особенно популярен в XVII и XVIII веках.

## История
В 1415 году в окрестностях современного села Николай Клаускецингер обнаружил месторождение мрамора. Впервые село упоминается в 1422 году в сочинении немецкого историка Гартмана Шеделя. В начале XVI века в село по приглашению королевы Блони прибыли итальянские каменщики, которые стали добывать мрамор. С начала XVII века добытый мрамор стали поставлять в Варшаву. Первыми арендаторами каменоломен стали итальянские каменщики Бартоломео Стопано и Симон Спади. В 1661 году польский король Ян II Казимир дал местным каменщикам привилегию поставлять дембицкий мрамор по всей территории Польши и Литвы. В 1710 году каменоломни были переданы под управление монастырю босых кармелитов в селе Чарна. Под их управлением каменоломни находились до 1718 года, когда были переданы другим лицам. С 1893 года по 1905 год на каменоломнях работала фирма «Juliusz John i Spółka».
В 1914 году в селе было основано холерное кладбище, где было захоронено несколько австрийских солдат, погибших во время Первой мировой войны.
С 1931 года каменоломнями управляла фирма «Zakład artystyczno-kamieniarski braci Trembeckich w Krakowie». После Второй мировой войны на каменоломнях работали фирмы «Społeczne Przedsiębiorstwo Materiałów Budowlanych w Katowicach», «Śląskie Kamieniołomy w Świdnicy», «Kieleckie Zakłady Kamienia Budowlanego» и «Krakowskie Zakłady Kamienia Budowlanego». В 1993 году на каменоломнях прекратилась промышленная добыча мрамора.
В 1961 году Дембник стал административным центром горной громады Дембник. В 1975—1998 годах село входило в состав Краковского воеводства.

## Население
По состоянию на 2013 год в селе проживало 100 человек.
| 2008 | 2013 |
| ---- | ---- |
| 114  | 100  |

| Перепись  | Всего   | Всего | Женщины | Женщины | Мужчины | Мужчины |
| --------- | ------- | ----- | ------- | ------- | ------- | ------- |
| Единицы   | человек | %     | человек | %       | человек | %       |
| Население | 100     | 100   | 48      | 48      | 52      | 52      |

## Туризм
- Через село проходит велосипедный туристический маршрут, который начинается в Кшешовице, потом проходит около Бартлёвой-Гуры, через Дьявольский мост в долине Элиашувка, через Дембник и Седлец и заканчивается в Кшешовице.
- Через село проходит пеший туристический маршрут. Начинается в Кшешовице, потом идёт через долину Элиашувки, монастырь босых кармелитов, Дембник, долину Рацлавки, Пачултовице, Жары, Шкляры, фрагмент Бендковской долины, Кобылянскую долину, Карнёвице, Болеховицкую долину, Зелкув, Вежохове около Мамутовой и Вежховско-гурной пещер, потом через национальный парк Ойцовский и Сонсповскую долину, Палицу Геркулеса и заканчивается а замке Пескова-Скала.

## Достопримечательности
- В центре села находится памятник польским и советским партизанам, вступившим 23 августа 1944 года в сражением с немецкими войсками